# سربل
سربل (به انگلیسی: Sarbel) (زاده ۱۴ می ۱۹۸۳) خواننده قبرسی-یونانی است.
او در مسابقه آواز یوروویژن ۲۰۰۷ نماینده یونان بود.